# Pokrovszkoje (Tyumenyi terület)
Pokrovszkoje (oroszul: Покро́вское) falu Oroszországban, Nyugat-Szibériában, a Tura folyó partján. Közigazgatásilag a Tyumenyi területhez tartozik, és annak Jarkovói járásához.

## Fekvése, éghajlata
A Tura partján található, az Uráltól mintegy 400 km-re. A falu a P-404-es úton érhető el és 24 km-re délnyugatra fekszik Jarkovótól.
Tipikusan déli-szibériai nedves kontinentális éghajlatú, amely a szubarktikus éghajlattal határos.
| Hónap                         | Jan.  | Feb.  | Már.  | Ápr. | Máj. | Jún. | Júl. | Aug. | Szep. | Okt. | Nov.  | Dec.  | Év   |
| ----------------------------- | ----- | ----- | ----- | ---- | ---- | ---- | ---- | ---- | ----- | ---- | ----- | ----- | ---- |
| Átlagos max. hőmérséklet (°C) | −14,1 | −11,9 | −3,0  | 7,5  | 16,1 | 21,6 | 23,8 | 20,1 | 14,4  | 4,4  | −5,0  | −10,8 | 5,4  |
| Átlagos min. hőmérséklet (°C) | −22,3 | −21,1 | −13,1 | −2,0 | 4,8  | 10,8 | 13,8 | 10,5 | 5,3   | −2,1 | −11,6 | −18,4 | −3,7 |
| Átl. csapadékmennyiség (mm)   | 25    | 17    | 16    | 26   | 40   | 62   | 87   | 62   | 48    | 39   | 34    | 28    | 484  |
| Forrás:                       |       |       |       |      |      |      |      |      |       |      |       |       |      |

## Nevezetes lakói
- Itt született 1869-ben[3] (különböző források szerint 1871-ben,[4][5] vagy 1865-ben, vagy 1872-ben[6]) Grigorij Jefimovics Raszputyin orosz misztikus, aki életének utolsó éveiben nagy befolyást gyakorolt a cári családra, és itteni házában lábadozott 1914-ben, miután egy késsel megpróbálták meggyilkolni.[7]

## Látnivalók
Az 1970-es évek közepén az utolsó Zaporozsjei Szics emlékét őrizte.

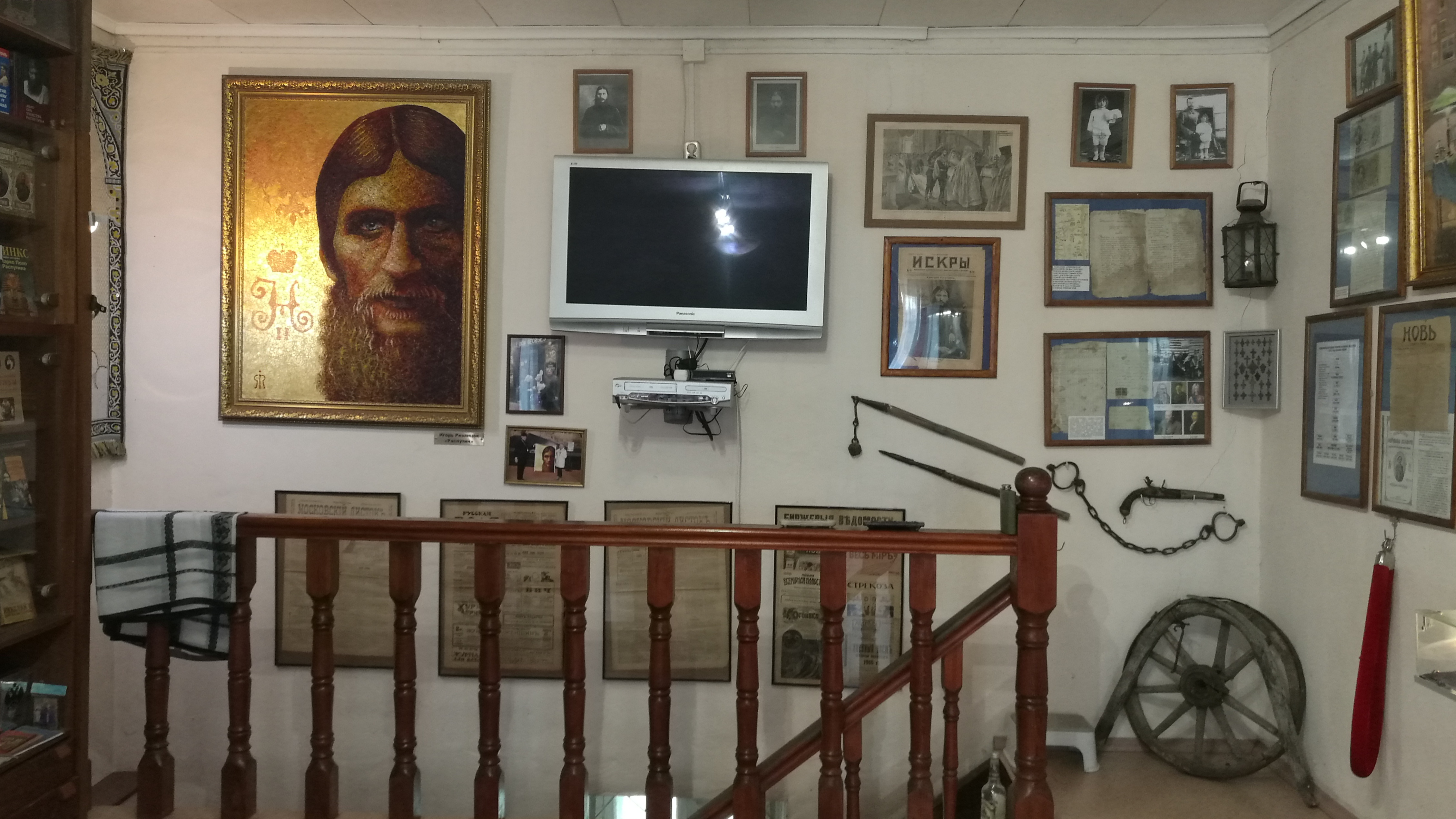
A Raszputyin-múzeum belseje

Raszputyin emlékezetét fenntartandó van egy történelmi és kulturális központ, a „Kazanszkij”. 1992. július 17-én nyílt meg a Grigorij Raszputyin múzeum, amelynek alapja a sztárecnek és családjának személyes tárgyai. A múzeum munkája a Nemzetközi Múzeumi Biennálén, a Múzeum-Eurázsián 2006-os versenyén oklevelet kapott.